# Нащоково
Нащо́ково (рос. Нащёково) — присілок у складі Шегарського району Томської області, Росія. Входить до складу Шегарського сільського поселення.

## Населення
Населення — 714 осіб (2010; 470 у 2002).
Національний склад (станом на 2002 рік):
- росіяни — 96 %